# Ivan Burik
Ivan Burik (Neštin, 8. studenoga 1928. – Tovarnik, 8. listopada 1991.), hrvatski katolički svećenik, mučenik kojega su ubili pripadnici srpskih paravojnih postrojbi, u podrumu župnog stana. Burik je jedini svećenik ubijen u Domovinskom ratu u Hrvatskoj.

## Životopis

### Djetinjstvo i školovanje
Rođen je 8. studenoga 1928. godine u srijemskom selu Neštinu, župa Ilok, od oca Ivana i majke Katarine. Obitelj je bila slaba imovna stanja, zbog čega se Ivan nakon završenih šest razreda pučke škole u rodnom mjestu rano zaposlio kao pisar. Kad je osnovana Banovina Hrvatska, Ivanov je otac djelovao u mjesnoj organizaciji HSS-a. Nakon izbijanja Drugoga svjetskoga rata imenovan je za mjesnog načelnika. 1943.ubili su ga partizani. Radi sigurnosti Ivan je s majkom i bratom 1943. iz rodnog Neština izbjegao u Ilok, a pri kraju rata 1944. pred srijemskim bojištem nastavili su u Strizivojnu, zatim u Vinkovce. 12. travnja 1945. obitelj mu se našla u koloni hrvatskih izbjeglica i stradalnika koji su bježali pred partizanskim snagama. Ivanova je obitelj stigla do Bleiburga, gdje ih engleski vojnici zaustavljaju. Stigli su u Maribor i odande su krenuli svojim putem, ne kao ostale povratničke skupine i tako su zbjegli sudbinu onih na Križnome putu. Stigli su u Strizivojnu, gdje su ostali živjeti.
Zbog oskudice morao je sve do 1948. biti pastir, jer su rat i poratne godine u komunističkoj Jugoslaviji odnijele svu imovinu njegovoj obitelji. 1950. pozvan je na odsluženje vojnog roka. Po povratku zakratko se uspio zaposliti kao službenik u mjesnoj zajednici. Potom je poslan na doškolovanje za statističara u Zagreb. Kratko je radio kao statističar, među ostalim u Đakovu, gdje je prijateljevao s đakovačkim svećenicima i bogoslovima, zbog čega je i ostao bez posla. Privatno je završio gimnaziju na Šalati u Zagrebu. U zrelim je godinama upisao je studij teologije u Đakovu i završio ga.

### Svećeničke godine
Svećeničke sakramente primio je 6. ožujka 1960. U Đakovu je u mjesnoj župi bio kapelan sljedeće tri godine. U filijalama u bližoj okolici grada podigao prve katehetske dvorane i uredio sakristije, pripremajući ih da postanu samostalne župe (danas župe Viškovci, Đakovačka Satnica i Đakovački Selci).
Župnik je u Tovarniku od 1. srpnja 1963. Selo je i dalje osjećalo posljedice Drugoga svjetskog rata i poratne komunističke represije. Postupno je obnavljao zapuštene župske objekte i župne zajednice, uredivši staru crkvu, a kod nje novi župni dom te držeći kateheze. Kako je pomagao katolicima, tako je pomagao i pravoslavnom stanovništvu Tovarnika.

### Domovinski rat
Koncelebrirao je 21. srpnja 1991. na mladoj misi tovarničkog mladomisnika Grge Grbešića
Ratne 1991. godine nije napuštao Tovarnik. Pomagao je u evakuaciji župljana. Jednom se pod agresorovim pritiscima morao privremeno maknuti u Vojvodinu, u Sot. Smjestio se kod prijatelja vlč. Petra Šokčevića, no po naredbi okupacijskih vlasti svaki dan morao se vraćati u Tovarnik i prijavljivati u njihovu miliciju. Zadnji se put iz Sota prema okupiranom Tovarniku uputio 7. listopada 1991. S leđa ga je u podrumu župnog stana ubio pripadnik srpske paravojne postrojbe Dušan Silni, ubojica iz Vršca. Ubojica se poslije po Lovasu hvalio da je "ubio ustaškoga popa", danima paradirajući s Burikovim svećeničkim biretom na glavi.
Burik je ubijen zajedno s mještanima u masovnom pokolju 22. rujna. Preostali Hrvati u Tovarniku, uglavnom starci i žene, morali su nositi bijele vrpce. Dugo se smatralo da je Burik ubijen tog 22. rujna. Mrtvozorničko izvješće lažiralo je stvarnu sliku ubojstva, jer su u analizama poslije uočene rupe od metaka na prsima. Mrtvozorničko izvješće potpisala je Ljeposava Stanimirović. Premda je ubijen kao i drugi mještani vatrenim i/ili hladnim oružjem, u službenim su dokumentima ona i dr. Dragan Martinović napisali da su Burik i ostali „poginuli od eksplozije”.
Ekshumiran je iz masovne grobnice i pokopan na mjesnom groblju 31. siječnja 1998. sa svojim župljanima.

## Suđenja
Za ovo je ubojstvo suđeno 14-orici hrvatskih i srbijanskih četnika. Trojici je prekvalificirana optužba na oružanu pobunu, četvorica su oslobođeni zbog nedostatka dokaza, a ostali su dobili kazne u rasponu od 5 do 10 godina.

## Spomen
Redatelj Jakov Sedlar u dokumentarnom filmu "Mučenik – vlč. Ivan Burik" govori o njegovu životu i smrti i stradanjima Katoličke Crkve u Srijemu.
Hrvatska književnica Nevenka Nekić objavila je 2009. roman o Ivanu Buriku, Burik: roman o svećeniku ubijenom u Domovinskom ratu.
Sonja Tomić napisala je 2013. ilustriranu knjigu Zvjezdana vrata koja ima za temu život i mučeničku smrt Ivana Burika.
Od 2009. održava se Memorijalna utrka Vukovar - Tovarnik u njegov spomen.

## Vanjske poveznice
- Film „Mučenik vlč. Ivan Burik” putem Vimea